# Wilhelmsburg, Mecklenburg-Vorpommern
Wilhelmsburg är en kommun och ort i Landkreis Vorpommern-Greifswald i förbundslandet Mecklenburg-Vorpommern i Tyskland.
Kommunen ingår i kommunalförbundet Amt Torgelow-Ferdinandshof tillsammans med kommunerna Altwigshagen, Ferdinandshof, Hammer a. d. Uecker, Heinrichswalde, Rothemühl och Torgelow.